# John Hamilton (Erzbischof)
John Hamilton (* 1511; † 6. April 1571 in Stirling) war ein Bischof und bedeutender katholischer Kirchenpolitiker in Schottland. Er war ein natürlicher Sohn von James Hamilton, 1. Earl of Arran und ein Halbbruder von James Hamilton, 2. Earl of Arran, der von 1543 bis 1554 als Regent in Schottland herrschte. Von 1547 bis zu seinem Tod war er Erzbischof von St Andrews und von 1546 bis 1555 Schatzmeister von Schottland. Als Erzbischof war er Unterstützer der Königin Maria Stuart.

## Ausbildung und Laufbahn
John Hamilton wurde als unehelicher Sohn für eine geistliche Laufbahn bestimmt. Er erhielt während seiner Kindheit und Jugend die entsprechende Ausbildung bei den Benediktinern in Kilwenning. Trotz fehlender Priesterweihe erhielt der hoffnungsvolle Sprössling des 1. Earls of Arran im Alter von 14 Jahren den Titel eines Abtes von Paisley. Vermutlich ging er 1527 mit Patrick Hamilton und Gilbert Winram nach Deutschland, studierte in Marburg und kehrte zurück nach Schottland, ohne daraus reformatorische Konsequenzen zu ziehen. Erst im Alter von 29 Jahren ging Hamilton nach Frankreich, studierte dort von 1540 bis 1543 und erhielt die Priesterweihe. Gemeinsam mit Matthew Stewart, 4. Earl of Lennox kehrte Hamilton Anfang 1543 nach Schottland zurück.
Aufgrund der Förderung durch Kardinal David Beaton erlangte Hamilton 1542 das Amt des Lordsiegelbewahrers. 1545 wurde er zum Bischof von Dunkeld berufen. Nach der Ermordung David Beatons am 29. Mai 1546 wurde Hamilton 1547 dessen Nachfolger als Erzbischof von St Andrews und 1546 als Schatzmeister (Lord High Treasurer) von Schottland.

## Kämpfer der Gegenreformation
Am Vorabend der Reformation in Schottland wandte sich die Öffentlichkeit gegen die katholische Kirche. Die katholische Kirche verfügte über 300.000 Pfund jährliche Einnahmen. Das waren fast die Hälfte aller jährlichen Einnahmen in Schottland. Die königlichen Ländereien konnten dagegen nur 17.500 Pfund jährliche Einnahmen erwirtschaften. Angesichts dieser Reichtümer verloren viele Geistliche jegliche Verantwortung und Interesse für ihre eigentlichen Aufgaben. Es herrschte die öffentliche Meinung vor, dass die Geistlichen faulenzten und die Hilfe für „die Blinden, die Krüppel, die Bettlägerigen, Witwen, Waisen und alle die anderen, die von der Hand Gottes heimgesucht sind, dass sie nicht arbeiten können“, vernachlässigt wurde. Viele Pfarrkirchen in Schottland hatten keine Priester, die katholische Kirche erfüllte nicht ihre Mission der Seelsorge.
Seit 1543 erfolgte in Schottland ein Zustrom von Broschüren und Büchern, die eine reformierte Kirche propagierten. Viele Menschen fühlten sich aufgrund ihrer tief verwurzelten Frömmigkeit und ihrer Abneigung gegen die katholische Geistlichkeit zu der neuen Kirche hingezogen.
John Hamilton begann 1549 die schottische Gegenreformation einzuleiten, obwohl sich die reformierte Kirk in Schottland noch gar nicht durchgesetzt hatte. Unter seiner Leitung erließ der Provinzialrat Gesetze, die das Konkubinat unter der Priesterschaft und die Begünstigung und Ausstattung von unehelichen Kindern zu einem Delikt erklärten. 1552 erschien John Hamiltons Katechismus, ein volkssprachliches Werk, das die grundlegenden Lehrmeinungen des katholischen Glaubens auslegte. Zwei Jahre später hielt Hamilton in St Andrews sein eigenes Reformkonzil ab. Gleichzeitig verstärkte Hamilton den Druck auf schottische Adlige, die in ihrem Haushalt protestantische Prediger führten. Zur Abschreckung der Protestanten wurde am 28. April 1558 der ehemalige katholische Priester Walter Myln verbrannt. John Knox befürchtete deswegen, dass die katholische Kirche in Schottland dem Beispiel Englands (Bloody Mary) nacheifern würde.
Infolge des Todes von Maria der Katholischen, der Königin von England, am 17. November 1558 und der, am gleichen Tag erfolgten, Inthronisierung Elisabeths, gelangten jedoch die Protestanten in England wieder an die Macht. Im Mai 1559 kehrte John Knox nach Schottland zurück. Der erfolgreiche Aufstand der proenglischen und protestantischen „Lords of the Congregations“ unter Führung Lord James Stewarts, späterer Earl of Moray, und der Tod der seit 1554 herrschenden Regentin Marie de Guise, Mutter der Königin Maria Stuart, am 11. Juni 1560 beendeten die „Auld Alliance“. Am 6. Juli 1560 unterzeichneten England und Schottland den Vertrag von Edinburgh. Die Protestanten erhielten Religionsfreiheit. John Knox begann, die Presbyterianische Kirche in Schottland aufzubauen.

## Parteigänger der Königin
Seit ihrer Ankunft in Schottland im August 1561 unterstützte John Hamilton Maria Stuart. Nach einer Übereinkunft, die Hamilton als Erzbischof von St. Andrews gemeinsam mit den Bischöfen von Dunkelnd, Ross und Moray traf, wurden der Königin ein Viertel der kirchlichen Kirchensteuern angeboten, unter der Voraussetzung, dass die katholische Kirche wieder in ihre Benefizien und Privilegien eingesetzt würde. Im Februar 1562 unterzeichneten Hamilton und Maria Stuart ein Abkommen, in dem beschlossen wurde, dass zwei Drittel der Kirchensteuern bei der Katholischen Kirche verbleiben soll, während das verbleibende Drittel an die Königin abgetreten wird. Mit diesen Geldern sollte die neue Kirche finanziert werden. John Knox unterstellte Maria Stuart jedoch, dass sie einen großen Teil dieser Gelder für sich selbst verwendete.
Kurz nachdem Maria Stuart ihren Wunsch geäußert hatte, den spanischen Thronfolger Don Carlos zu heiraten, feierte Hamilton öffentlich die Messe in Edinburgh. Deswegen wurde er verhaftet, aber wenig später, aufgrund Maria Stuarts persönlichen Einsatzes, aus der Haft entlassen. Hamilton diente weiterhin treu seiner Königin. Er taufte im Dezember 1566 ihren Sohn Jakob und annullierte 1567 die Ehe des Earl of Bothwell mit Jane Gordon, um am 15. Mai 1567 die Trauung zwischen Maria Stuart und James Hepburn, 4. Earl of Bothwell zu vollziehen.
Nach der Absetzung Maria Stuarts am 24. Juli 1567 schloss Hamilton mit zwei Bischöfen und zwei protestantischen Earls (Huntly, Argyll) einen Vertrag mit dem Ziel, Maria Stuart aus ihrer Gefangenschaft zu befreien und als Königin wieder einzusetzen.
John Hamilton gab wahrscheinlich den Auftrag zur Ermordung des Regenten James Stewart, 1. Earl of Moray. Moray wurde am 23. Januar 1570 durch James Hamilton of Bothwellhaugh erschossen. Hamilton war in die geplante Tat eingeweiht und duldete deren Ausführung. Im danach ausbrechenden Bürgerkrieg zwischen der Partei der Königin Maria Stuart und der Partei ihres Sohnes, des Königs Jakob VI. kämpfte Hamilton für die Partei der Königin. Hamilton verschanzte sich im Dumbarton Castle. Nach dessen Einnahme durch die Parteigänger des Königs wurde John Hamilton am 6. April 1571, gekleidet in seinen Pontifikalgewändern, in Stirling öffentlich gehängt.